# Szojuz TM–15
Szojuz TM–15 orosz háromszemélyes szállító űrhajó, a 15. expedíció a Mir űrállomásra.

## Küldetés
Az Interkozmosz-program kíbővített együttműködésének keretében, nemzetközi legénységként a harmadik francia, Michel Tognini űrhajós végezhetett kutatási tevékenységet.

## Jellemzői
Tervezte a GKB (oroszul: Головное контрукторское бюро – ГКБ). Gyártotta a "Szojuz-TM" ZAO (oroszul: ЗАО "Союз-ТМ"). Üzemeltette (oroszul: Центральный научно-исследовательский институт машиностроения – ЦНИИМаш).
1992. július 27-én a Bajkonuri űrrepülőtér indítóállomásról egy Szojuz hordozórakéta juttatta Föld körüli, közeli körpályára. Hasznos terhe 7150 kilogramm, teljes hossza 6,98 méter, maximális átmérője 2,72 méter. Az orbitális egység pályája 88.6 perces, 51.6 fokos hajlásszögű, elliptikus pálya-perigeuma 196 kilométer, apogeuma 216 kilométer volt. Pályamódosítással közelítette meg a Mirt, majd dokkolt. A kutatásához szükséges berendezéseket, eszközöket a Progressz M-14 teherűrhajó szeptember 2-án szállította a helyszínre. A berendezések, anyagok tömege 750 kilogramm volt, mintegy 4 óra alatt végeztek a pakolással. A 14 napos szolgálati idő alatt Tognini 10-féle (biokémiai, fizikai, technikai, csillagászati) kutatási feladatot hajtott végre. A Progressz M-15 a 150 kilogramm kutatási eredményt egy leszálló (visszatérő) kapszulával juttatta vissza a Földre.
1993. február 1-jén Zsezkazgan város körzetében, hagyományos – ejtőernyős – leereszkedési  technikával  ért Földet. Összesen 188 napot, 21 órát, 41 percet és 15 másodpercet töltött a világűrben. Föld körüli fordulatainak száma 3070.

## Személyzet
- Anatolij Jakovlevics Szolovjov parancsnok
- Szergej Vasziljevics Avgyejev fedélzeti mérnök, a hosszútávú program tagjaként
- Michel Tognini francia kutatóűrhajós

### Tartalék személyzet
- Gennagyij Mihajlovics Manakov (Манаков, Геннадий Михайлович)
- Alekszandr Fjodorovics Polescsuk (Полещук, Александр Фёдорович)
- Jean-Pierre Haigneré tartalék kutatóűrhajós